# Ignazio Milillo
Ignazio Milillo (Sambuca di Sicilia, 1º gennaio 1914 – Palermo, 27 gennaio 2004) è stato un generale italiano.

## Biografia
Ultimo di sette figli, rimasto a nove anni orfano della madre, venne inviato in un collegio romano presso i Padri Pallottini per gli studi ginnasiali e liceali. Laureato in Lettere.
Nel 1939 entrò nelle file dell'Arma dei Carabinieri nella quale si distinse per particolari benemerenze.
Dal 1939 al 1945 partecipò all'ultimo conflitto in Africa settentrionale, in Slovenia e in Sicilia ottenendo una promozione per meriti di guerra, una proposta di promozione per meriti eccezionali nonché vari encomi solenni e e apprezzabili riconoscimenti.

### La lotta al banditismo
Dal 1945 al 1951 fu ancora in Sicilia, dove prese parte con il Comando forze repressione banditismo alla lotta contro l'EVIS e poi contro la banda Giuliano, sostenendo vari conflitti a fuoco con elementi di essa. In uno di questi, il 19 agosto 1949, a Bellolampo al rientro da una vasta e importante operazione di servizio e di rastrellamento, al comando dei propri uomini, rimane ferito, vittima del cruento attentato, più noto nella storia come Strage di Passo di Rigano, con un camion che saltò su una mina anticarro e che provocò la morte di 7 carabinieri e il ferimento di altri 10. Forse uno degli episodi più sanguinosi dopo l'eccidio di Portella delle Ginestre.
Prese parte agli eventi che portarono alla cattura di Salvatore Giuliano.

### L'arresto di Luciano Liggio

Il colonnello Milillo durante un sopralluogo nella casa dell'arresto di Luciano Liggio

Nominato colonnello, al Comando del Gruppo Esterno Carabinieri di Palermo condusse, specie dopo la Strage di Ciaculli, un'efficace lotta antimafia che portò nel 1964 alla cattura del boss Luciano Liggio, primula rossa di Corleone latitante da sedici anni. Per questa operazione ricevette i seguenti encomi:
- Il Capo dello Stato gli conferì l'onorificenza di Cav. Uff. al M.R.I "per particolari benemerenze"[2].
- Il Ministro dell'Interno gli assegnò la taglia espressamente posta per la cattura di Liggio[2][3].
- Il Presidente della Commissione Parlamentare Antimafia[4], il Ministro della Giustizia e il Capo della Polizia gli tributarono attestati ed encomi di eccezionale rilievo.
- Il Comandante Generale dell'Arma, ricorrendo il 5 giugno 1964 il 150° della fondazione dell'Arma dei Carabinieri, lo fece oggetto di particolare menzione, disponendo che la sua foto, con apposita didascalia, venisse riportata in entrambe le pagine centrali del giornale «Il Carabiniere» e distribuito a tutte le autorità e convenuti in occasione delle straordinarie celebrazioni svoltesi per quella circostanza in tutto il territorio nazionale.
- La Città di Corleone lo nominò "cittadino onorario".

### A Casoria
Inviato al Comando della Compagnia Carabinieri di Casoria (NA), con una giurisdizione vasta, popolosa e ad alto indice di criminalità, arrestava il locale capo camorra Alfredo Maisto, rinomato per aver schiaffeggiato il noto boss italo americano Lucky Luciano.
Tenne il Comando del 7º Battaglione Carabinieri di Roma, e per brevi periodi, ebbe il Comando della Legione Carabinieri di Roma. Nominato generale di brigata, dal 1967 al 1973, fu al Comando della Legione Carabinieri di Chieti, avente giurisdizione sull'Abruzzo e il Molise.
Fu poi di nuovo in Sicilia, fino al collocamento a riposo.

## Riconoscimenti
L'Amministrazione Comunale di Sambuca di Sicilia, su proposta unanime del Consiglio Comunale, per la riconosciuta ed encomiabile lotta alla mafia e ogni organizzazione delinquenziale, gli intitolò l'aula consiliare collocando a memoria futura anche una targa marmorea.
L'Amministrazione Comunale di Sambuca di Sicilia gli ha attribuito l'Onorificenza cittadina dell'Arpa d'Oro.

## Raccolta di versi
- Flores senectutis 1° volume - La Ginestra editrice
- Flores senectutis 2° volume - La Ginestra editrice
- La Fedelissima - Edibook Giada - Palermo
- Un Uomo, una Fede, una Storia - Edibook Giada - Palermo

## Onorificenze
- Distintivo di Onore per aver comandato Reparti Corazzati

## Riconoscimenti
- Laurea in Lettere
- 22 Encomi Solenni
- Presidente Nazionale dell'Associazione "Medaglie d'Oro Mauriziani"
- Ispettore Regionale per la Sicilia dell'Associazione Nazionale Carabinieri
- Preside della Sezione della Sicilia dell'Ordine Equestre del Santo Sepolcro di Gerusalemme
- Socio Senior attivo del Rotary International
- Socio Onorario del Panathlon International